# 莫里斯·迪弗拉纳
莫里斯·迪弗拉纳（法語：Maurice Dufrasne，法語發音：[mɔʁis dyfʁan]，1862年—1931年）是比利时足球俱乐部皇家標準列治的第五任主席，于1909-1931年任职。迪弗拉纳于1909-1910赛季将俱乐部带到了甲级联赛，使其成为一支劲旅。迪弗拉纳的努力成果主要集中在基础设施方面，这一点至今仍然存在。俱乐部体育场以他的名字命名以示纪念。